# ロブ・セゲディン
ロバート・ミッチェル・セゲディン（Robert Mitchell Segedin, 1988年11月10日 - ）は、アメリカ合衆国ニュージャージー州バーゲン郡オールド・タッパン出身の元プロ野球選手（三塁手）。右投右打。

## 経歴

### プロ入り前
テュレーン大学時代はプロ入り後も共にプレーするプレストン・クレイボーンとチームメートだった。

### プロ入りとヤンキース傘下時代
2010年のMLBドラフト3巡目（全体112位）でニューヨーク・ヤンキースから指名され、プロ入り。契約後、傘下のルーキー級ガルフ・コーストリーグ・ヤンキースでプロデビュー。A-級スタテンアイランド・ヤンキースでもプレーし、2球団合計で22試合に出場して打率.244、2本塁打、10打点を記録した。
2011年はA級チャールストン・リバードッグスとA+級タンパ・ヤンキースでプレーし、2球団合計で113試合に出場して打率.287、7本塁打、55打点、7盗塁を記録した。オフにはアリゾナ・フォールリーグに参加し、フェニックス・デザートドッグスに所属した。
2012年はA+級タンパとAA級トレントン・サンダーでプレーし、2球団合計で121試合に出場して打率.257、10本塁打、54打点、9盗塁を記録した。
2013年はAA級トレントンでプレーし、18試合に出場して打率.338、3本塁打、17打点を記録した。
2014年はAA級トレントンとAAA級スクラントン・ウィルクスバリ・レイルライダースでプレーし、2球団合計で113試合に出場して打率.256、9本塁打、60打点、1盗塁を記録した。
2015年もAA級トレントンとAAA級スクラントン・ウィルクスバリでプレーし、2球団合計で71試合に出場して打率.287、7本塁打、34打点、3盗塁を記録した。

### ドジャース時代
2016年1月12日にロナルド・トレイエズ、タイラー・オルソンとのトレードで、後日発表選手または金銭と共にロサンゼルス・ドジャースへ移籍した。シーズンでは傘下のAAA級オクラホマシティ・ドジャースで開幕を迎え、8月7日にメジャー契約を結んでアクティブ・ロースター入りした。同日のボストン・レッドソックス戦でメジャーデビューし、相手先発のデビッド・プライスからメジャー初安打となる二塁打を放った。また、8月22日のシンシナティ・レッズ戦ではジョシュ・スミスからメジャー初本塁打を放っている。最終的にこの年メジャーでは40試合に出場して打率.233、2本塁打、12打点を記録した。
2017年は開幕前の3月に第4回ワールド・ベースボール・クラシック(WBC)のイタリア代表に選出された。
2018年8月31日にDFAとなり、後に引退した。

### 引退後
2019年よりフィラデルフィア・フィリーズで選手情報部門の補佐を務める。

## 詳細情報

### 年度別打撃成績
| 年 度    | 球 団    | 試 合 | 打 席 | 打 数 | 得 点 | 安 打 | 二 塁 打 | 三 塁 打 | 本 塁 打 | 塁 打 | 打 点 | 盗 塁 | 盗 塁 死 | 犠 打 | 犠 飛 | 四 球 | 敬 遠 | 死 球 | 三 振 | 併 殺 打 | 打 率 | 出 塁 率 | 長 打 率 | O P S |
| -------- | -------- | ----- | ----- | ----- | ----- | ----- | -------- | -------- | -------- | ----- | ----- | ----- | -------- | ----- | ----- | ----- | ----- | ----- | ----- | -------- | ----- | -------- | -------- | ----- |
| 2016     | LAD      | 40    | 83    | 73    | 9     | 17    | 2        | 1        | 2        | 27    | 12    | 0     | 0        | 0     | 2     | 6     | 0     | 2     | 22    | 1        | .233  | .301     | .370     | .671  |
| 2017     | LAD      | 13    | 20    | 20    | 3     | 4     | 2        | 0        | 0        | 6     | 1     | 0     | 0        | 0     | 0     | 0     | 0     | 0     | 7     | 0        | .200  | .200     | .300     | .500  |
| MLB：2年 | MLB：2年 | 453   | 103   | 93    | 12    | 21    | 4        | 1        | 2        | 33    | 13    | 0     | 0        | 0     | 2     | 6     | 0     | 2     | 29    | 1        | .226  | .282     | .355     | .636  |

### 年度別守備成績
| 年 度 | 球 団 | 一塁（1B） | 一塁（1B） | 一塁（1B） | 一塁（1B） | 一塁（1B） | 一塁（1B） | 三塁（3B） | 三塁（3B） | 三塁（3B） | 三塁（3B） | 三塁（3B） | 三塁（3B） | 左翼（LF） | 左翼（LF） | 左翼（LF） | 左翼（LF） | 左翼（LF） | 左翼（LF） | 右翼（RF） | 右翼（RF） | 右翼（RF） | 右翼（RF） | 右翼（RF） | 右翼（RF） |
| 年 度 | 球 団 | 試 合      | 刺 殺      | 補 殺      | 失 策      | 併 殺      | 守 備 率   | 試 合      | 刺 殺      | 補 殺      | 失 策      | 併 殺      | 守 備 率   | 試 合      | 刺 殺      | 補 殺      | 失 策      | 併 殺      | 守 備 率   | 試 合      | 刺 殺      | 補 殺      | 失 策      | 併 殺      | 守 備 率   |
| ----- | ----- | ---------- | ---------- | ---------- | ---------- | ---------- | ---------- | ---------- | ---------- | ---------- | ---------- | ---------- | ---------- | ---------- | ---------- | ---------- | ---------- | ---------- | ---------- | ---------- | ---------- | ---------- | ---------- | ---------- | ---------- |
| 2016  | LAD   | 9          | 27         | 1          | 1          | 3          | .966       | 6          | 4          | 8          | 0          | 0          | 1.000      | 7          | 8          | 0          | 0          | 0          | 1.000      | 7          | 11         | 0          | 0          | 0          | 1.000      |
| 2017  | LAD   | 6          | 26         | 0          | 0          | 3          | 1.000      | 5          | 1          | 1          | 0          | 0          | 1.000      | 1          | 0          | 0          | 0          | 0          | .---       | -          | -          | -          | -          | -          | -          |
| MLB   | MLB   | 15         | 53         | 1          | 1          | 6          | .982       | 11         | 5          | 9          | 0          | 0          | 1.000      | 8          | 8          | 0          | 0          | 0          | 1.000      | 7          | 11         | 0          | 0          | 0          | 1.000      |

### 背番号
- 25（2016年 - 2017年）

### 代表歴
- 2017 ワールド・ベースボール・クラシック・イタリア代表